# Affaire Le Nordez
L'affaire Le Nordez est, à l'origine, une controverse, née dès 1899, dans le diocèse de Dijon, mettant en cause les idées politiques et les agissements cavaliers de Albert Le Nordez, évêque de Dijon. La convocation du prélat, faite en 1904, par le pape Pie X, sans l'accord du ministre des Cultes, en violation des articles organiques du Concordat de 1801, fait de ce cas, jusqu'alors relayé dans la presse nationale sous le nom d'Incidents de Dijon, une affaire d'État, dite Le Nordez.    

## Lesincidents de Dijon

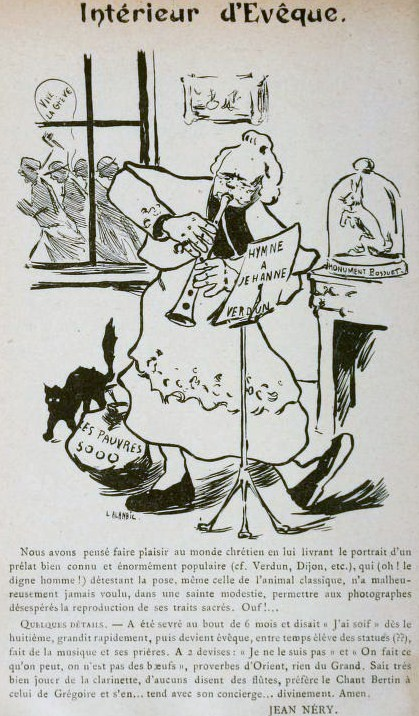
L'affaire Le Nordez vu par la Mère folle, en 1903.

Jouissant d'une réputation d'homme brillant, acquise notamment dans les salons parisiens, où il a du succès, Albert Le Nordez, nommé évêque de Dijon le 7 juillet 1898 est accueilli à Dijon par une foule en liesse le 15 février 1899, et intronisé, dans l'allégresse, le lendemain, en la cathédrale Saint-Bénigne.
Pourtant Le Nordez perd, dès les jours suivants, l'estime d'une partie du personnel de l'évêché et de ses subordonnés, qu'il vexe et humilie, par orgueil et par excès d'autorité, et desquels il réduit arbitrairement la rémunération ou se sépare au profit d'autres, plus dociles.
Par la suite, ses positions et ses brimades le rendent de plus en plus impopulaire auprès des ecclésiastiques et des fidèles. Tout d'abord, en 1900, il refuse de publier dans la Semaine religieuse, journal diocésain, la lettre du pape Léon XIII au cardinal François Richard, archevêque de Paris, contenant des propos hostiles au projet de loi statuant sur les congrégations religieuses et l'enseignement libre de Pierre Waldeck-Rousseau, et refuse de signer la pétition d'évêques français contre cette loi.
Ensuite, en 1902, Le Nordez renvoie les directeurs et diminue les moyens d'écoles revêches, comme le collège Saint-François-de-Sales de Dijon, au profit d'autres, plus dociles, comme le petit séminaire de Plombières-lès-Dijon. De la même manière, il relègue, sans justifications, des prêtres dont le travail contribue au rayonnement d'établissements, dans des paroisses de dernier rang, à l'instar de l'abbé Lavielle, missionnaire de Saint-Bernard, à Fontaine-lès-Dijon, et économe du collège Saint-François, se plaignant de son sort à l'archevêque de Lyon.
Dès cette année, ses principaux détracteurs, l’abbé Bizouard, archiprêtre de la cathédrale Saint-Bénigne de Dijon, et Christian de Bretenières, supérieur des Missions diocésaines, allèguent dans la presse, que l'évêque prépare un schisme avec la complicité du républicain Émile Combes, président du Conseil et ministre de l'Intérieur et des Cultes, qu'il détourne l'argent de la souscription, faite à Dijon, pour l'érection du monument Bossuet, ou encore qu'il appartient à la franc-maçonnerie.
Enfin, en 1903, Le Nordez interdit aux séminaristes de se présenter aux examens à Lyon, ce qui déclenche une grève.
Afin d'enrayer la polémique, l'évêque est convoqué par le pape Pie X, au Vatican, en 1904.

## L'affaire d'État
La convocation de Le Nordez par le Saint-Siège, son départ pour le Vatican, le 30 juillet 1904, et sa démission, le 4 septembre 1904, se font sans l'accord du ministre de l'Intérieur et des Cultes, en violation des articles organiques, que le Saint-Siège n'a jamais reconnus.
Ce voyage permet aux Républicains de faire de la polémique une affaire d'État, et ainsi de contester le régime concordataire, de suspendre les relations avec le Vatican, et de s'émanciper de ce dernier en précipitant l'adoption de la loi de séparation des Églises et de l'État, votée le 9 décembre 1905.